# Бробен, Бриттани
Бриттани Бробен (англ. Brittany Broben; род. 23 ноября 1995, Голд-Кост) — австралийская прыгунья в воду, серебряный призёр Олимпийских игр (2012).

## Карьера
На ранних этапах карьеры успешно выступала как и на юниорских соревнованиях, так и взрослых, выиграв в 2008 и 2010 году Открытые чемпионаты Австралии.
В возрасте 15 лет она была включена в сборную Австралии на чемпионате мира по водным видам спорта 2011 года, который стал для неё первым крупным международным турниром, на котором, выступая в прыжках с 10 метровой вышки она пробилась в полуфинал, где заняла итоговое 17-е место.
Успешно выступив на Открытом чемпионате Австралии 2012 года, где она завоевала серебряную медаль, Бриттани была включена в заявку на Летнюю Олимпиаду 2012 года. В соревнованиях по прыжкам в воду с 10-метровой вышки она завоевала серебряную медаль, уступив китаянке Чэнь Жолинь и опередив спортсменку из Малайзии Панделелу Ринонг.
В следующем году на чемпионате мира по водным видам спорта 2013 года она выступала в двух дисциплинах; в прыжках с 1-метрового трамплина она заняла 10-е место, а в прыжках с 10-метровой вышки она пробилась в полуфинал, заняв при этом итоговое 16-е место.
В октябре 2016 года завершила спортивную карьеру из-за травмы плеча.